# 역도산
역도산(일본어: 力道山 리키도잔[*], 문화어: 력도산, 1924년 11월 14일~1963년 12월 15일)은 일본의 프로레슬러이다. 일본에서 프로레슬링의 기초를 닦은 인물로, ‘일본 프로레슬링의 아버지’라고 불리고 있다. 본명은 김신락(金信洛)으로, 귀화 후 이름은 모모타 미쓰히로(일본어: 百田光浩)이다.

## 생애
1924년 함경남도 홍원군에서 출생하여 지난날 한때 평안남도 대동군에서 잠시 유아기를 보낸 적이 있는 그는 나가사키현 오무라의 부농에게 양자로 들어가 모모타 미쓰히로 (일본어: 百田 光浩)라는 이름을 사용하였다. 1950년 스모 선수 즉, 리키시가 되면서 역도산(리키도잔)이라는 이름을 사용하기 시작했다.
그는 스모에서 은퇴하고, 1951년 10월 28일부터 프로레슬링을 시작했다. 1953년 일본프로레슬링협회를 창설했다. 1954년 2월에는 미국 샤프 형제를 초청해 태그매치를 벌였다. '빨간 머리 파란 눈, 가슴·배에 텁수룩하게 털이 난' 샤프 형제는 '태평양 전쟁에서 일본인을 때려잡은 미국인의 전형'이었고, '미일전쟁'으로 연출된 첫 싸움에서 역도산은 가라테촙으로 상대를 때려눕혔다. 그 뒤 역도산은 ‘반칙을 일삼는 외국 선수에 맞서 최후에 승리하는 일본 영웅 레슬러’로 각인됐다. 그의 제자들인 안토니오 이노키, 김일, 자이언트 바바 등의 여러 프로레슬링 선수들을 길러내기도 했다.
1963년 12월 8일 심야에 도쿄 도심의 나이트클럽 '뉴라틴쿼터'에서 폭력단 스미요시 일가(住吉一家) 단원 무라타 가쓰시(村田勝志)와 말다툼을 벌이다 무라타의 칼에 복부를 찔려 부상을 입었다. 수술 후에 생긴 화농성 복막염으로 12월 15일 향년 40세의 나이에 사망하였다.
한편 당시 역도산의 사망원인에 대해서는 여러 의혹이 제기됐다. 의료과실이라는 주장과 함께 음모론도 대두됐다. 2003년 부인인 다나카 게이코는 역도산의 사망이 의료사고였다고 공식적으로 발표했다. 하지만 의료사고임을 입증하는 부검결과가 공개되지 않아 역도산의 죽음은 여전히 의문으로 남아있다.

## 가족
- 역도산의 딸 김영숙과 결혼한 사위 박명철은 조선민주주의인민공화국의 국방위원회 소속의 참사가 되었고 박명철의 여동생 박명선은 조선로동당 경공업부 부부장을 맡았다.[2]
- 그의 아들 모모타 미쓰오는 프로레슬러로 활동 중이다.[3]
- 그의 외손자 다무라 게이(田村圭)는 고교 야구 선수이다.[4]

## 역도산을 연기한 배우들
- 역도산(2004년): 설경구

## 기타
- 역도산을 찔러 숨지게 한 야쿠자 단원 무라타 가쓰시(村田勝志)는 2013년 4월 9일 도쿄의 한 병원에서 만 74세에 당뇨병으로 병사했다. 그는 이 사건으로 재판을 받아 징역 7년형이 선고됐다.[5]

## 같이 보기
- 한대호
- 곽광웅
- 마에다 아키라
- 김일
- 이왕표
- 윤강철